# Frederik Rose
 Der er for få eller ingen kildehenvisninger i denne artikel, hvilket er et problem. Du kan hjælpe ved at angive troværdige kilder til de påstande, som fremføres i artiklen.

Frederik Rose Christiansen (født 14. december 2000) er en dansk tegnefilmsdubber, som har lagt stemme til adskillige animationsfilm - og tv-serier, såsom Ricky Harper i en lang række Nicky, Ricky, Dicky og Dawn-tv-serie (2014-2018), Den Gode Dinosaur (2015), Løvernes Garde, Jake Og Piraterne På Ønskeøen, Ben 10 (2016), Gumballs fantastiske verden, Zootropolis (2016), Sofia Den Første (2013)